# Digital Radio Mondiale
Digital Radio Mondiale (DRM) és un consorci internacional sense ànim de lucre que dissenya un sistema de radiodifusió d'àudio digital desenvolupat amb l'objectiu de millorar la qualitat i la fiabilitat en recepció en les bandes de radiodifusió amb modulació AM, concretament amb modulació d'ona llarga, d'ona mitjana i d'ona curta (150 kHz-30 MHz).
L'organització consta d'un grup de més de 80 radiodifusors (50 actius + cooperants), fabricants d'equipament, organismes reguladors i operadors de xarxa, per aconseguir un sistema no propietari recomanat per la Unió Internacional de Telecomunicacions i amb el suport de l'estàndard IEC 62272-1, atorgat per la IEE (Unió Internacional de Telecomunicacions).

## Característiques
La qualitat de la ràdio digital DRM millora exponencialment la qualitat dels senyals AM, apropant-se a la de les transmissions FM. A més, aquestes comunicacions permeten transmetre simultàniament dades i texts que es visualitzen al display que disposen els nous receptors. La codificació i descodificació es pot realitzar amb procediments digitals de senyals, de manera que un ordinador integrat amb un transmissor i un receptor convencional pot realitzar ambdues funcions per complexes que siguin.
Té com a objectiu millorar la qualitat d'àudio i la fiabilitat de la recepció; crear nous serveis de valor afegit; compatibilitat amb les bandes actuals (i futures), assegurar la migració A/D als radiodifusors, crear un sistema no propietari i obert que reutilitza quan més millor les infraestructures existents.

## Antecedents
El 1994 sorgeix a París, França, la necessitat d'implantar un sistema de radiodifusió digital que pot aplicar-se a nivell mundial. Sembla que aquesta idea prové de la Unió Internacional de Telecomunicacions (UIT). El 1997 s'organitza la primera reunió formal del Consorci DRM a Las Vegas als Estats Units d'Amèrica. Tot i així, la reunió més important va tenir lloc el 3 de març de 1998, organitzada per l'Acadèmia Xinesa de Ciències de la Radiodifusió a Guangzhou, Xina. Unes vint institucions inicien els plans per crear i desenvolupar aquest sistema digital amb la finalitat de millorar les emissions de ràdio en freqüències inferiors als 30 MHz. El principal objectiu: un sistema aplicable arreu del món.
Cap a la fi de 1998, l'organització ja disposava de 68 membres de 27 països diferents. El 4 d'abril del 2001, la ITU recomana l'aplicació del DRM per ones llargues, mitges i curtes. El 14 de setembre del 2002 s'implementa el primer receptor domèstic d'aquest sistema. A Europa, la primera transmissió pública es realitza el 16 de juny del 2003. Aquest mateix dia a Ginebra, Suïssa, s'inaugura oficialment la Digital Radio Mondiale amb demostracions públiques de recepció.
Les especificacions tècniques van ser publicades per la ETSI (9/2001) sota la referència TS 101 980 v1.1.1, i disponibles a Internet.

## Especificacions tècniques

### DRM empra un esquema de 3 sub-canals
- Canal d'accés ràpid (FAC): Informa del contingut dels paràmetres dels canals, com són l'ocupació de l'espectre, la profunditat de la correcció d'errors, o la constel·lació que empren els sub-canals SDC i MSC. Amb aquesta informació, el receptor, pot extreure ràpidament tota la informació sobre els serveis que transporta el múltiplex.
- Canal de descripció del servei (SDC): Transporta la informació sobre els serveis que porta el multiplex i les freqüències alternatives del servei. Són paquets de fins a 72 bits.
- Canal de servei principal (MSC): Transporta totes les dades dels serveis del múltiplex. Pot portar d'1 a 4 serveis d'àudio o dades. Els serveis que porta poden estar dividits en fluxos independents que es poden configurar independentment. Els serveis d'àudio sempre tenen un flux per servei en el qual es pot afegir un subflux de dades, i el flux de dades pot contenir fins a 4 sub-fluxos de dades.

### Bandes freqüencials

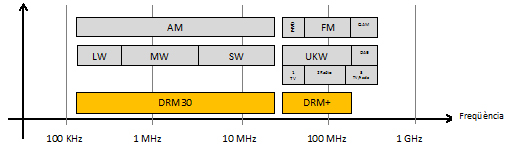
Ús de l'espectre radioelèctric en DRM

El DRM s'ha dissenyat específicament com una substitució digital d'alta qualitat de la radiodifusió analògica a les bandes d'AM i a les de FM/VHF i com a tal pot operar amb la mateixa assignacions de canals i espectre que s'empren actualment. El DRM descriu dos modes d'operació diferents:
- Mode DRM30: dissenyat per a utilitzar les bandes de radiodifusió d'AM per sota de 30 MHz. DRM explota les propietats de propagació única de la banda d'AM. Això permet a un organisme de radiodifusió oferir emissions amb una qualitat considerablement millorada d'àudio i amb fiabilitat de servei. Com a resultat, els organismes de radiodifusió internacionals poden prestar serveis en SW i MW que són comparables als serveis locals d'FM.

- Mode DRM+: que utilitza l'espectre de 30 MHz a 174 MHz (VHF banda III), centrat en la radiodifusió FM de banda II. Aquest es pot configurar perquè utilitzi menys espectre que les emissions actuals en FM, i alhora s'obtenen millores en l'ús de l'energia de transmissió o un increment de la cobertura.

### Etapes de transmissió DRM

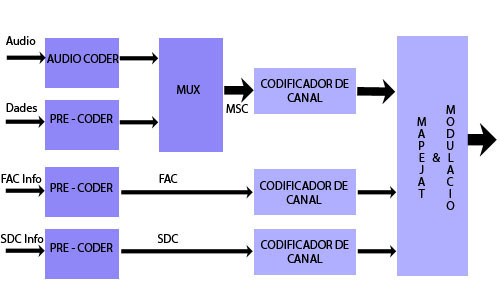
Diagrama d'un transmissor DRM

- Codificació de font: l'àudio les dades auxiliars i dades de descripció i informació de canal (FAC i SDC) són codificades per reduir la seva taxa de bits.
- Multiplexat de font: es crea un fluxe de dades del servei que conté aquell múltiplex.
- Codificació de canal: prepara el senyal binari per la transmissió distribuint la seva energía i protegint-lo d'errors.
- Mapejat i modulació: multiplexa i recol·loca els fluxes binaris codificats en constel·lacions i modul·la el senyal digital per ser enviat a l'antena.

### Creació de corrents

#### Codificació de font
L'àudio estàndard sense comprimir pot arribar a taxes de més d'1 Mbit/s, intolerables per fer un sistema eficient i adaptat a les necessitats; DRM fixa unes taxes de 8 fins a 72 kbit/s en funció de l'amplada de banda del canal i els serveis que porta, per això cal reduir dràsticament aquesta taxa mitjançant la codificació d'àudio amb pèrdues.
L'estàndard DRM permet emprar una sèrie de codificicadors de font en funció de diferents paràmetres com el bitrate o la protecció contra errors:
- MPEG-4 HE-AAC: ideal per aconseguir bones qualitats amb bitrates acceptables. És el més emprat en DRM, ja que aporta una qualitat comparable a la de la ràdio FM.
- MPEG-4  CELP: codificador de predicció lineal per bitrates més baixos. És ideal quan es necessita robustesa contra errors en el codi comprimit. Permet incloure 3 serveis de veu i un d'àudio.
- MPEG-4 HVXC: per transmissions de baixa qualitat amb bitrates molt petits (de l'ordre de 2 a 5 kbit/s) i també té un codi molt robust contra errors. Permet passar diferents serveis de veu per un sol servei d'àudio, per tant és ideal per aplicacions multilingües.

Per altra banda la informació de dades de servei i les d'informació de canal i serveis passen per un pre-codificador. Les dades solen ser fluxes d'informació síncrona, asíncrona (les dades de FAC i SDC varíen segons el contingut dels multiplex i les seves caracteríestiques) o arxius paquetitzats amb bitrate configurable. El pre-coder permet ajustar la protecció contra errors de les dades de servei dels senyals FAC i SDC.
En l'etapa multiplexora de dades de servei i àudio es crea el corrent de servei principal (MSC). En aquesta etapa també s'assigna a aquest fluxe una protecció d'errors prèvia a la codificació de canal.

#### FAC i SDC
Dels pre-codificadors de dades FAC i SDC surten uns fluxes de dades independents que són enviats al codificador de canal independent i posteriorment al mapatge. Aquesta independència dels senyals fins al mapatge és deguda al fet que FAC té una modulació fixa QPSK de ràpida decodificació.

### Codificació de canal
Després del procés de codificació de font la seqüència de dades generada s'ha d'enviar mitjançant un canal de radiodifusió. La transmissió pel canal consta de diferents parts que són:
- Canal d'Accés Ràpid (FAC): El canal d'accés ràpid és utilitzat pel receptor per obtenir informació sobre les propietats del senyal OFDM i sobre configuració la del SDC/MSC. Per a una sincronització adequada i una interpretació del SDC/MSC el receptor ha d'observar l'ocupació de l'espectre, l'espaiat de portadora i la informació de resolució QAM en el bloc de dades FAC. Els paràmetres del canal, que contenen la informació del senyal OFDM, es transmeten cada 400ms, juntament amb un bloc de paràmetres de servei. Els paràmetres de servei poden variar en un ordre definit en funció del nombre de serveis utilitzats. L'ús d'una velocitat de codificació fixa de 0,6 i l'ús de la codificació 4-QAM fan que el FAC sigui molt robust enfront d'errors. Les cel·les QAM s'assignen a una amplada de banda de forma independent en 65 portadores fixes dins d'un marc de transmissió. Per tant, l'amplada de banda de la FAC es limita a 72 bits per trama de transmissió.

- Descripció del Servei de Canal (SDC):La SDC conté la informació necessària per desxifrar el MSC, com l'estructura múltiple de trama, així com altra informació addicional. Aquesta es transfereixen en una llista seqüencial d'entitats de dades. Cada tipus d'entitat de dades té un número únic que defineix la seva estructura de dades. El codificador de canal utilitza modulació 4-QAM o 16-QAM i una velocitat de codificació de 0.5

- Servei del Canal Principal (MSC): El MSC codifica les trames múltiples generades pel multiplexor i utilitza 16-QAM o 64-QAM amb esquemes d'assignació diferents.Pot triar entre l'assignació estàndard, l'assignació simètrica jeràrquica o mixta jeràrquica, però 16-QAM només es pot utilitzar si l'assignació és estàndard. Si s'utilitza la modulació jeràrquica, cada bit d'un trama múltiple jeràrquica s'assigna en un quadrant de cèl·lules complexes que permeten una descodificació 4-QAM de les cèl·lules MSC si la taxa d'error és massa alta. Per fer el MSC més robust als errors es pot utilitzar UEP i dividir la trama múltiple en una part amb més protecció de dades i un altre amb menys protecció. En general, la part més protegida està codificada utilitzant un tipus de codi més gran que afegeix redundància i, per tant, disminueix la probabilitat d'errors de bit en les transmissions on el canal és molt propens a errors. També s'utilitza una dispersió de la trama que protegeix les dades de l'MSC contra ràfegues d'error.

### Modulació
La modulació utilitzada pel sistema DRM és la COFDM (Multiplexació per Divisió de Freqüències Ortogonals) on es modulen totes les portadores amb la QAM (Modulació d'Amplitud en Quadratura) amb un error de codificació seleccionable.
L'elecció dels paràmetres de transmissió depèn de la robustesa del senyal i de les condicions de propagació. Normalment el senyal es veu afectat pel soroll, les interferències, la propagació de múltiples ones i l'Efecte Doppler. Per poder superar aquests factors adversos el sistema DRM ha estat dissenyat amb quatre modes diferents on per a cada un d'ells és possible elegir el tipus de modulació i la velocitat binària de codificació. Depenent de les condicions del medi és necessari seleccionar una combinació òptima dels paràmetres de transmissió que assegurin una qualitat de servei desitjada.
| Mode de transmissió | Condicions típiques de la propagació                                        | Banda de freqüència                  | Aplicació                        |
| ------------------- | --------------------------------------------------------------------------- | ------------------------------------ | -------------------------------- |
| A                   | Canals d'ona de superfície amb esvaniment reduït                            | Ones quilomètriques i hectomètriques | Radiodifusió local o regional    |
| B                   | Canals selectius en temps i freqüència amb dispersor de retard superior     | Ones hectomètriques i decamètriques  | Radiodifusió d'abast mitjà       |
| C                   | Com el mode B però amb més solidesa davant l'efecte Doppler                 | Ones decamètriques                   | Radiodifusió de llarga distància |
| D                   | Com el mode B però amb més resistència a grans retards i a l'efecte Doppler | Ones decamètriques                   | Radiodifusió de llarga distància |

Pel que fa a les seves característiques:
| Mode | Separació de portadores (Hz) | Nombre de portadores | Nombre de portadores | Nombre de portadores | Nombre de portadores | Temps de símbol (ms) | Temps de guarda (ms) | Bitrate | Robustesa contra reflexions i interferències |
| Mode | Separació de portadores (Hz) | 9 kHz                | 10 kHz               | 18 kHz               | 20 kHz               | Temps de símbol (ms) | Temps de guarda (ms) | Bitrate | Robustesa contra reflexions i interferències |
| ---- | ---------------------------- | -------------------- | -------------------- | -------------------- | -------------------- | -------------------- | -------------------- | ------- | -------------------------------------------- |
| A    | 41,66                        | 204                  | 228                  | 412                  | 460                  | 26,66                | 2,66                 | ++      | --                                           |
| B    | 46,88                        | 182                  | 206                  | 366                  | 410                  | 26,66                | 5,33                 | +       | -                                            |
| C    | 68,18                        | *                    | 138                  | *                    | 280                  | 20,00                | 5,33                 | -       | +                                            |
| D    | 107,14                       | *                    | 88                   | *                    | 178                  | 16,66                | 7,33                 | --      | ++                                           |

(*) Mode no previst per ona llarga i mitjana
Com més grans és l'espai del portador més gran és la resistència a l'efecte Doppler.

Com més gran sigui l'interval de guarda, major resistència tendrà el sistema a la propagació multitrajecte llarg.

## Situació actual
Si una emissora decideix utilitzar per les seves transmissions el sistema de ràdio digital DRM, pot transmetre el seu senyal utilitzant un transmissor de baixa potència i tenir una cobertura acceptable en comparació amb el sistema de ràdio analògic.

## Oferta
| Emisora                  | Hora GMT      | Dies                 | Freqüència | Azimut | Target            | Potència | Llengua          | Emissor                | Qualitat d'àudio              |
| ------------------------ | ------------- | -------------------- | ---------- | ------ | ----------------- | -------- | ---------------- | ---------------------- | ----------------------------- |
| BBC World Service        | 4:00 a 5:00   | diàriament           | 5875 kHz   | 190º   | Europa            | 35 kW    | Anglès           | Kvitsoy, Noruega       |                               |
|                          | 5:00 a 7:00   | diàriament           | 6195 kHz   | 190º   | Europa            | 35 kW    | Anglès           | Kvitsoy, Noruega       |                               |
|                          | 18:00 a 19:00 | diàriament           | 5895 kHz   | 190º   | Europa            | 35 kW    | Anglès           | Kvitsoy, Noruega       | 20kbps SBR Mono               |
|                          | 19:00 a 22:00 | diàriament           | 5875 kHz   | 190º   | Europa            | 35 kW    | Anglès           | Kvitsoy, Noruega       | 20kbps SBR Mono               |
| Deutsche Welle           | 0:02 a 2:00   | dissabte i diumenge  | 3995 kHz   | 40º    | Europa            | 90 kW    | diverses         | Sines, Portugal        | 18kbps SBR Estèreo            |
|                          | 4:00 a 5:00   | diàriament           | 3995 kHz   | 40º    | Europa            | 90 kW    | diverses         | Sines, Portugal        | 18kbps SBR Estèreo            |
|                          | 5:00 a 6:00   | diàriament           | 3995 kHz   | 120º   | Europa            | 100 kW   | diverses         | Skelton, Regne Unit    | 17kbps SBR Estèreo            |
|                          | 8:00 a 13:59  | diàriament           | 13810 kHz  | 35º    | Europa            | 90 kW    | diverses         | Sines, Portugal        | 18kbps SBR Estèreo            |
|                          | 16:00 a 16:57 | diàriament           | 11810 kHz  | 40º    | Europa            | 90 kW    | diverses         | Sines, Portugal        | 18kbps SBR Estèreo            |
|                          | 21:00 a 22:00 | diàriament           | 3995 kHz   | 40º    | Europa            | 90 kW    | diverses         | Sines, Portugal        | 18kbps SBR Estèreo            |
|                          | 22:00 a 24:00 | divendres i dissabte | 3995 kHz   | 120º   | Europa            | 100 kW   | diverses         | Skelton, Regne Unit    | 17kbps SBR Estèreo            |
| RTBF                     | 5:00 a 10:00  | dimarts              | 9925 kHz   | 167º   | Sud-oest d'Europa | 100 kW   | Francès          | Wavre, Bèlgica         | 14kbps SBR Mono               |
| Ràdio Exterior d'Espanya | 7:00 a 9:00   | diàriament           | 9780 kHz   | 50º    | Europa            | 100 kW   | Castellà         | Noblejas, Espanya      | 17kbps SBR Mono               |
| Ràdio Praga              | 13:00 a 13:57 | divendres i dissabte | 9850 kHz   | 102º   | Europa            | 100 kW   | Alemany i anglès | Woofferton, Regne Unit |                               |
| RAI                      | 00:00 a 24:00 | diariàment           | 693 kHz    | ND     | Itàlia            | 30 kW    | Italià           | Milà, Itàlia           | 16kbps SBR Estèreo paramètric |
|                          | 00:00 a 24:00 | diariàment           | 846 kHz    | ND     | Itàlia            | 25 kW    | Italià           | Santa Palomba, Itàlia  | 12kbps SBR Mono               |
| TDPradio                 | 15:00 a 16:00 | diàriament           | 6015 kHz   | 60º    | Europa            | 150 kW   | Música dance     | Issoudon, França       | 21kbps SBR Estèreo            |